# Municipio de Lower Alsace
El municipio de Lower Alsace (en inglés: Lower Alsace Township) es un municipio ubicado en el condado de Berks en el estado estadounidense de Pensilvania. En el año 2000 tenía una población de 4.478 habitantes y una densidad poblacional de 367.1 personas por km².

## Geografía
El municipio de Lower Alsace se encuentra ubicado en las coordenadas 40°21′30″N 75°52′09″O / 40.35833, -75.86917.

## Demografía
Según la Oficina del Censo en 2000 los ingresos medios por hogar en la localidad eran de $42,708 y los ingresos medios por familia eran $50,110. Los hombres tenían unos ingresos medios de $37,253 frente a los $25,891 para las mujeres. La renta per cápita para la localidad era de $23,379. Alrededor del 3,9% de la población estaba por debajo del umbral de pobreza.